# Sieniawka (Tryńcza)
Sieniawka – część wsi Tryńcza w Polsce położona w województwie podkarpackim, w powiecie przeworskim, w gminie Tryńcza, w sołectwie Tryńcza.
W latach 1975–1998 miejscowość położona była w województwie przemyskim.